# Puch Maxi II Plus
Puch Maxi II Plus, er en knallert, en jubilæumsmodel fra Steyr-Daimler-Puch fabrikkerne, og blev produceret i 1983. Fabrikken lavede 4000 II Plus modeller, og spredte dem over hele Europa. Danmark opkøbte 100 Stk. af jubilæumsmodellen, og der er ca. 30 tilbage i Danmark.
Porsche design, har haft en finger med i spillet, da denne Puch-nyhed blev produceret. Designerne har også lagt vægt på køreegenskaberne, og derfor har den et, for knallerter, meget stift stel. 
"Alt i alt, en meget praktisk og moderne knallert". (Reklame fra dens udgivelse)
I 1983 da den blev udgivet kostede den fabriksny, 4999 kr. 

Puch Maxi II Plus' opbygning:

-Motor:
1-cylindret AC (Air Cooled) 2 taktsmotor på 48,8 ccm.
Med en boring/slaglænge på 38,0-43,0 mm, yder den 1,2 Hestekræfter ved 3000 Omdrejninger i minuttet.
Kompressionsforhold: 5,7:1.
Karburator: Standard 12mm Bing firkantet Karburator med en 12mm studs og 3 skruer ved cylinderen.
Distance: Kører 100 km. på 2,2 liter olieblandet Benzin.

-Transmission:
1gear med  automatisk centrifugalkobling.
Kædetræk i lukket kasse. Danske model med en alm E50 motor
Gearing: 11/40 Tands 420 leds kæde.
-Elsystem:
6V~, 34W genereret af tændingens svinghjulsmagnet.
6V horn.
bremselys aktiveret af kontakter på bremsegrebene.

-Stel:
Ramme af stålålade med lukket profil.
Affjedring for: Teleskopgaffel.
Affjedring bag: Svinggaffel med 2 stk. teleskopfjederben.

-Bremser:
For: 80x18 mm tromlebremse.
Bag: 100x20 mm tromlebremse.

-Mål og vægt:
Tankkapacitet: 3,7 liter.
Tørvægt: 55 kg.
Totallænge: 166 cm.
Akselafstand: 110 cm.

-Dæk & fælge:
For: 2,25x16 Aluminium-stjernefælg.
Bag: 2,25x16 Aluminium-stjernefælg.